# IEEE 802.11e
IEEE 802.11e és una millora de l'estàndard 802.11 per WLAN desenvolupat pel grup de treball 11 del comitè d'estàndards LAN/MAN del IEEE (IEEE 802), definint el concepte qualitat de servei o QoS. Aquesta modificació es va incorporar a la capa d'enllaç de dades o MAC. IEEE 802.11e fou ratificat el 2005 i incorporat a la norma IEEE 802.11 el 2007.

## Descripció
Les millores que aporta IEEE 802.11e fan referència a la qualitat del servei de transport de veu, àudio i vídeo en les xarxes locals sense fils o WLAN. Es modifica la capa d'enllaç. Podem destacar : (veure Fig.1)
- DCF (Distributed Coordination Function), funcionalitat que permet una millora al mètode d'accés per mitjà de CSMA/CA i RTS/CTS Arxivat 2016-12-17 a Wayback Machine..
- PCF (Point Coordination Function), funcionalitat que dota de més equitat a l'accés a xarxa.
- HCF (Hybrid Coordination Function) que coordina les funcionalitats DCF i PCF.
- EDCA (Enhanced Distributed Channel Access) que defineix quatre prioritats o categories d'accés :
  - prioritat al servei de veu.
  - prioritat al servei de vídeo.
  - prioritat "best effort" al servei d'aplicacions estàndard.
  - prioritat "background" de tràfic baix.
- HCCA (HCF Controlled Channel Access), funcionalitat que controla la durada i la regularitat de les transmissions.
- APSD (automatic power save delivery), funcionalitat que permet fer transmissions programades en el temps a dispositius de bais consum.
- Block Acknowledgments, funcionalitat de reconeixement de recepció en block, en comptes de trama a trama, per a estalviar temps.
- NoAck, funcionalitat de no enviar el reconeixement de recepció, per a estalviar temps.
- DLS (Direct Link Setup), funcionalitat que permet establir una connexió entre dues estacions sense passar pel Punt d'Accés.